# CDS2
CDS2 (англ. CDP-diacylglycerol synthase 2) – білок, який кодується однойменним геном, розташованим у людей на короткому плечі 20-ї хромосоми. Довжина поліпептидного ланцюга білка становить 445 амінокислот, а молекулярна маса — 51 418.
| 10         |  | 20         |  | 30         |  | 40         |  | 50         |
| ---------- |  | ---------- |  | ---------- |  | ---------- |  | ---------- |
| MTELRQRVAH |  | EPVAPPEDKE |  | SESEAKVDGE |  | TASDSESRAE |  | SAPLPVSADD |
| TPEVLNRALS |  | NLSSRWKNWW |  | VRGILTLAMI |  | AFFFIIIYLG |  | PMVLMIIVMC |
| VQIKCFHEII |  | TIGYNVYHSY |  | DLPWFRTLSW |  | YFLLCVNYFF |  | YGETVTDYFF |
| TLVQREEPLR |  | ILSKYHRFIS |  | FTLYLIGFCM |  | FVLSLVKKHY |  | RLQFYMFGWT |
| HVTLLIVVTQ |  | SHLVIHNLFE |  | GMIWFIVPIS |  | CVICNDIMAY |  | MFGFFFGRTP |
| LIKLSPKKTW |  | EGFIGGFFAT |  | VVFGLLLSYV |  | MSGYRCFVCP |  | VEYNNDTNSF |
| TVDCEPSDLF |  | RLQEYNIPGV |  | IQSVIGWKTV |  | RMYPFQIHSI |  | ALSTFASLIG |
| PFGGFFASGF |  | KRAFKIKDFA |  | NTIPGHGGIM |  | DRFDCQYLMA |  | TFVNVYIASF |
| IRGPNPSKLI |  | QQFLTLRPDQ |  | QLHIFNTLRS |  | HLIDKGMLTS |  | TTEDE      |

A: Аланін

C: Цистеїн

D: Аспарагінова кислота

E: Глутамінова кислота

F: Фенілаланін

G: Гліцин

H: Гістидин

I: Ізолейцин

K: Лізин

L: Лейцин

M: Метіонін

N: Аспарагін

P: Пролін

Q: Глутамін

R: Аргінін

S: Серин

T: Треонін

V: Валін

W: Триптофан

Кодований геном білок за функціями належить до трансфераз, фосфопротеїнів. 
Задіяний у таких біологічних процесах, як метаболізм ліпідів, біосинтез ліпідів, альтернативний сплайсинг. 
Локалізований у мембрані, мітохондрії, внутрішній мембрані мітохондрії.